# Eumonocentrus minicornis
Eumonocentrus minicornis är en insektsart som beskrevs av Boulard 1979. Eumonocentrus minicornis ingår i släktet Eumonocentrus och familjen hornstritar. Inga underarter finns listade i Catalogue of Life.